# Amadeu Mariné i Vadalaco

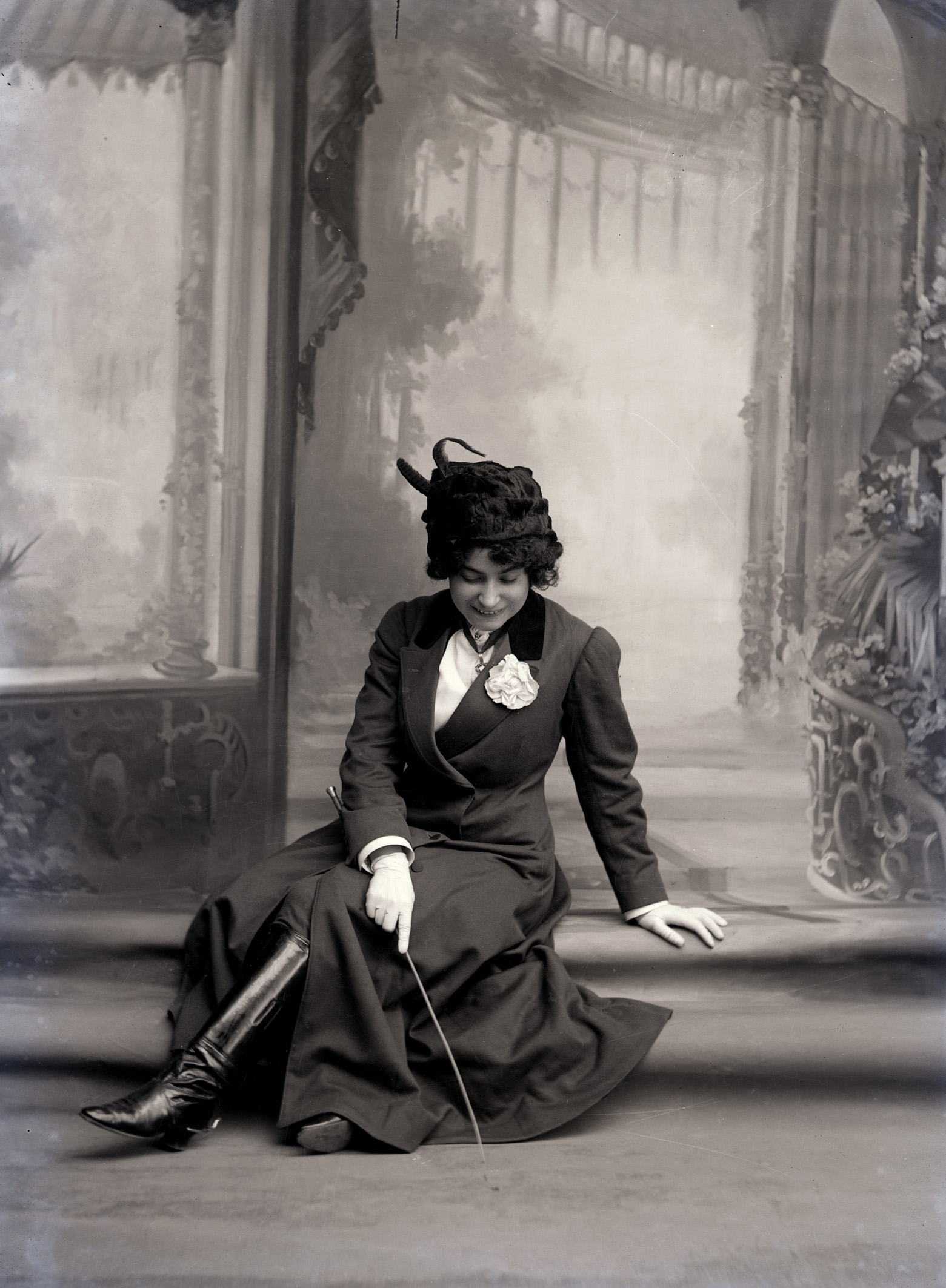
Margarida Xirgu fotografiada per Amadeu Mariné.

Amadeu Mariné i Vadalaco (Barcelona, 1878-1935) fou un fotògraf català.

## Biografia
Amadeu Mariné va aprendre l'ofici de fotògraf del seu germà gran, Josep, que tenia un estudi, o galeria, al carrer del Carme. Cap a 1901 s'independitza i s'instal·la en una galeria, que anteriorment ja havia estat ocupada pel seu germà, al terrat del número 62 del carrer Pelai on signarà les fotografies amb el nom de Vadalak, ja que en Josep les signava com a Mariné. Uns anys més tard, i sense deixar aquella galeria, s'estableix als baixos del número 15 de la Rambla de Canaletes on ja disposa de llum artificial i començarà a signar com a Amadeo. L'any 1928 Amadeo va traspassar el local al bar Canaletes i el 1933 abandonava la galeria del terrat del carrer Pelai per mudar-se al número 139 de l'avinguda Meridiana on va establir l'estudi i la casa familiar.

## Obra: Retrats de Galeria[calcitació]
Amadeu Mariné forma part d'una nova generació de professionals que va emergir a Barcelona durant el primer terç del segle XX quan, en un context de creixement urbà, la societat barcelonina es va fer més complexa i va augmentar el seu consum cultural i, per tant, el de fotografies.
Després del desastre colonial es consolida el catalanisme polític i amb ell el projecte cultural i polític del Noucentisme, que agafarà el relleu de la Renaixença i el Modernisme. Per la galeria d'Amadeu Mariné passarà tota la miríada d'intel·lectuals, escriptors i polítics d'aquells anys, com Àngel Guimerà, Nicolau d'Olwer, Rovira i Virgili, Josep Maria de Sagarra, Folch i Torres, Carner, Pompeu Fabra…
Al mateix temps Amadeo s'especialitza en el retrat d'escena, pràctica en la qual excel·leix. Almenys durant 25 anys farà fotografies de teatre tocant tots els registres escènics: des dels espectacles lleugers del Paral·lel amb les companyies de Joaquim Montero i Josep Santpere a les produccions més serioses presentades al Teatre Principal, al Teatre Novetats o al Romea. Amadeo posa el retrat al servei dels actors i els models són fotografiats representant els seus personatges, però mai perdent la pròpia identitat.
Aquesta manera de treballar l'allunya absolutament de retòriques més lligades al segle xix, com la de Pau Audouard, contemporani seu, que entre 1908 i 1910 va retratar, per encàrrec del seu amic Adrià Gual, els actors de la Nova Empresa de Teatre Català. A les fotografies d'Audouard els actors perden la seva identitat en benefici dels personatges que representen i d'una idea sublim i elitista tant de la producció teatral com de la prova fotogràfica.
Podem trobar fotografies seves al Museu Abelló a Mollet del Vallès, entre altres museus de Catalunya.

## Anàlisi

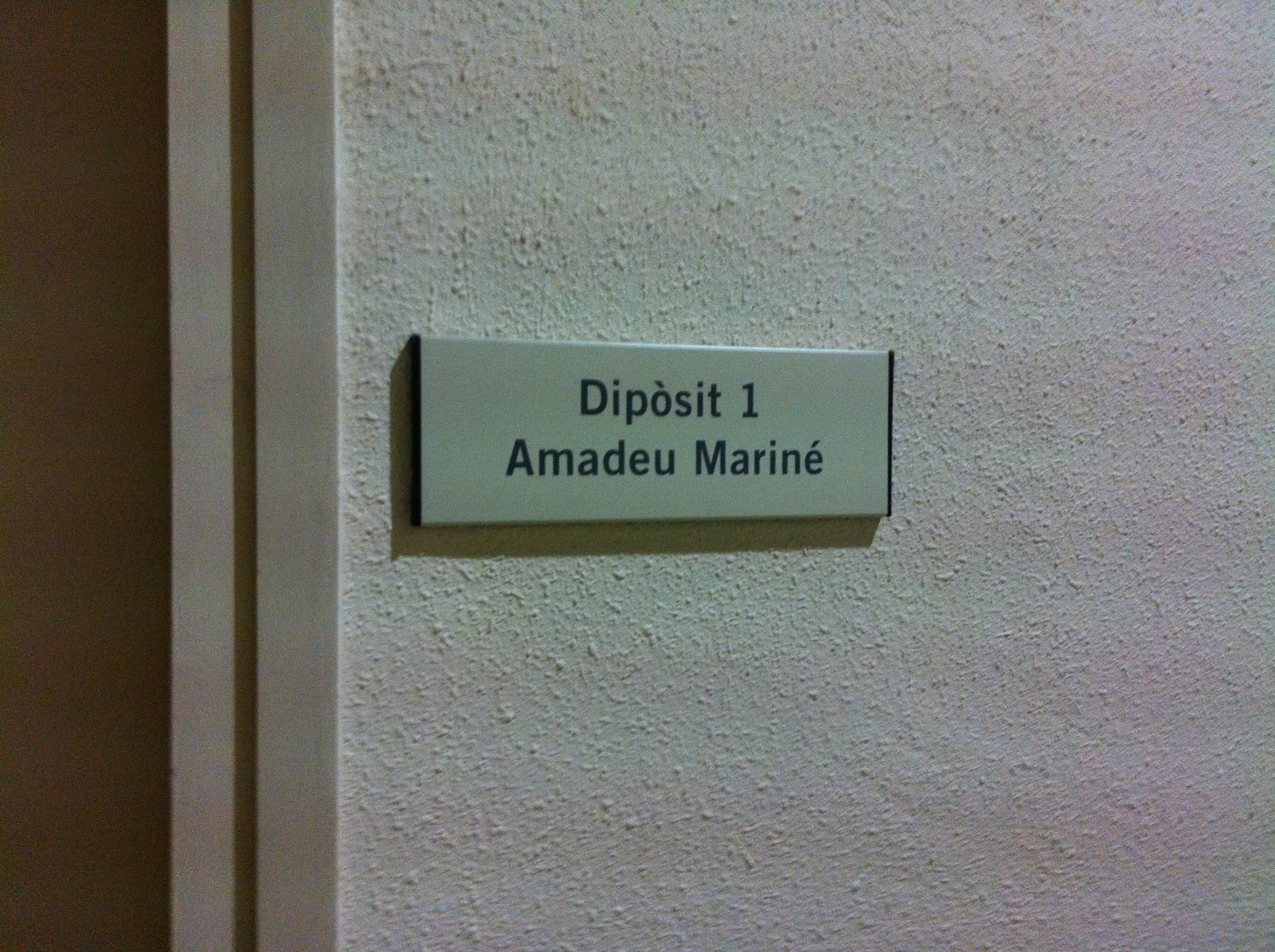
Mariné dona nom a un dels Dipòsits de l'Arxiu Fotogràfic de Barcelona.

A les fotografies d'Amadeo les postures, les actituds i l'attrezzo (peanya, butaca, taula i fons convencional) són molt similars als dels retrats convencionals de la gent corrent i això contribuïa a crear un imaginari del glamour escènic molt més proper. Són fotografies que tenen la finalitat del consum massiu, sigui en forma de paper imprès a les revistes com en forma de postal, molt lligat a una Barcelona industrial i moderna, socialment i cultural més complexa, en la que el consum cultural havia pres un caràcter menys elitista.
Pels negatius conservats a l'Arxiu Fotogràfic de Barcelona els seus tècnics dedueixen que Amadeo feia veritables sessions fotogràfiques que contribuïen a organitzar sèries en les que l'actor podia simular un monòleg. El registre fotogràfic de Margarida Xirgu constitueix un exemple perfecte d'una forma de treball, més moderna, en la que el retrat és el resultat final d'un procés en el que fotògraf i model interaccionen buscant un clímax d'empatia.

## Exposicions rellevants
- 1998- Arxiu Fotogràfic de Barcelona[4]